# Exetastes ocellaris
Exetastes ocellaris är en stekelart som beskrevs av Kuslitzky 2007. Exetastes ocellaris ingår i släktet Exetastes och familjen brokparasitsteklar. Inga underarter finns listade i Catalogue of Life.